# Tchougouïevka (kraï du Primorié)
Tchougouïevka (en russe : Чугу́евка) est un village et centre administratif du raïon de Tchougouïevka dans le kraï du Primorié, en Extrême-Orient russe. Sa population s'élevait à 11 101 habitants au recensement de 2021. De ce fait, Tchougouïevka est le deuxième village le plus peuplé de l'Extrême-Orient russe.

## Géographie
Le village de Tchougouïevka se trouve dans le kraï du Primorié, kraï du sud de l'Extrême-Orient en Russie asiatique. Faisant partie du district fédéral extrême-oriental, il se trouve à 200 km au nord-est de Vladivostok, la capitale du district et du kraï. Il fait partie du raïon de Tchougouïevka, dans le centre du kraï, et il en est le chef-lieu.
Concernant la géographie, Tchougouïevka se trouve au Primorié, une région géographique allant de la rive sud de l'Amour au golfe de Pierre-le-Grand (région faisant partie par ailleurs partie de la Mandchourie-Extérieure, russe depuis 1860). Tchougouïevka, comme toute le kraï, est situé dans le fuseau horaire MSK+7 (heure de Vladivostok). Le décalage horaire appliqué par rapport au temps universel coordonné est +10:00. Il se trouve en plein dans la cordillère du Sikhote-Aline. Il est situé sur la rivière Oussouri.

## Histoire
Le village a été fondé en 1903.